# Anna Mjöll
Anna Mjöll Ólafsdóttir, conocida artísticamente como Anna Mjöll (n. Reikiavik, 7 de enero de 1970), es una cantante de jazz y compositora islandesa. 

## Biografía
Es hija del guitarrista, compositor y arreglista Ólafur Gaukur y de la cantante, modelo y directora de radio Svanhildur Jakobsdóttir. Sus padres tenían una de las más exitosas bandas de la historia de Islandia, "Sextett Ólafs Gauks", con su propio programa de televisión, numerosos álbumes y con constantes giras. Anna Mjöll estudió piano, guitarra y chelo. 
Lanzó su primer disco con su madre a los 19 años, y actuó numerosas veces en televisión antes de su participación en el Festival de la Canción de Eurovisión 1996, celebrado en Oslo el 18 de mayo, donde representó a Islandia con la canción "Sjúbídú" que escribió con su padre, y con la que quedó en 13.ª posición.
Tras su aparición en el Festival de Eurovisión, Anna Mjöll hizo los coros al cantante Julio Iglesias en una gira mundial durante tres años. En 2006, Anna Mjöll compuso tres canciones junto al compositor americano C.J. Vanston para la película For Your Consideration dirigida por Christopher Guest.
En 2009 Anna Mjöll lanzó el disco The Shadow Of Your Smile, con canciones islandesas y estándares del jazz. En el disco participaron entre otros los músicos Vinnie Colaiuta, Dave Carpenter, Don Grusin, Neil Stubenhaus y Luis Conte. En 2010 lanzó su primer disco en solitario, Christmas JaZZmaZ. 
El 9 de abril de 2011, Anna Mjöll contrajo matrimonio con Cal Worthington, nacido en 1920, popular y multimillonario vendedor de coches estadounidense. Matrimonio que llamó la atención de la prensa por la diferencia de edad, él siendo 50 años mayor que ella.